# Аспарухово (област Варна)
 Тази статия е за село Аспарухово в Област Варна.  За други значения вижте Аспарухово.  
Аспарухово е село в Североизточна България, област Варна, община Дългопол. Стари имена: Овчага и Чѐнге („Длан“).

## География
Селото е в северните склонове на Източна Стара планина в началото на прохода през Балкана, на брега на язовир "Георги Трайков“ на р. Луда Камчия.
Отстои на 85 км от Варна, на 33 км от гр. Провадия, на 48 км от гр. Карнобат. Разположено е край пътя Айтос – Провадия. На железопътна гара Аспарухово спират пътническите влакове за Варна, Карнобат и Бургас.

## История
Според археологически данни селището съществува от VIII – IX век. До началото на нашия век то се нарича Овчага – по името на крепостта на селския водач Ивайло. По-късно селото се премества, но част от старите къщи се обособяват като архитектурно-етнографски комплекс. Старото килийно училище от епохата на Възраждането и каменната църква от 1857 г. са пренесени изцяло от старите им места, останали на дъното на язовира.
Най-старото име на селището и средновековната крепост е Овчага. За пръв път се споменава от византийския летописец Мануил Фил – „Овчага е крепост, която през 1277 – 1279 г. се сражава на страната на цар Ивайло срещу византийския военачалник Михаил Глава.“
През 1388 г. през прохода минават войските на Али паша и според преданията в местността Орехово е станала голяма битка с много жертви и от двете страни. Оттогава мястото е наричано „джанери“, т.е.място на мъртви души. От „дженк“, което значи бой, битка, идва и второто име на селото – Ченге (Tzeneke, Ченга). И до днес това име се използва от хората в общината, а дори и в областта.
През 1409 г. по време на въстанието на Константин и Фружин крепостта е арена на битки с турците.
През 1636 г. полякът Освиенцим отбелязва: „Село на половин път от Еникьой (дн. Дългопол). Оттам започва пътят през Балкана за Цариград. Единият път е много стръмен, а другият върви по река Ичера (дн. Луда Камчия).“
В началото на 20 век е идвал известният археолог Карел Шкорпил, който отбелязал, че ченгени са смугли, скулести, тънконоги и си приличат като братя, навярно са далечни потомци на аспаруховите българи. Затова селото е преименувано на Аспарухово през 1934 г. Но жителите на селото продължават да си се наричат ченгени и да казват на селото Чѐнге.
През 1970 г. голяма част от старото Аспарухово е залята от язовир Георги Трайков, селото се премества на по-високо място. Част от жителите му се изселват в с. Тополи, община Варна.

## Население
Численост
Численост на населението според преброяванията през годините:
| \| Година на преброяване \| Численост \| \| --------------------- \| --------- \| \| 1934 \| 2110 \| \| 1946 \| 2347 \| \| 1956 \| 2284 \| \| 1965 \| 2055 \| \| 1975 \| 1126 \| \| 1985 \| 1112 \| \| 1992 \| 934 \| \| 2001 \| 817 \| \| 2011 \| 634 \| \| 2021 \| 540 \| |           |
| Година на преброяване | Численост |
| 1934 | 2110      |
| 1946 | 2347      |
| 1956 | 2284      |
| 1965 | 2055      |
| 1975 | 1126      |
| 1985 | 1112      |
| 1992 | 934       |
| 2001 | 817       |
| 2011 | 634       |
| 2021 | 540       |

Етноси
Численост и дял на етническите групи според преброяването на населението през 2011 г.:
|                     | Численост | Дял (в %) |
| Общо                | 634       | 100.00    |
| Българи             | 604       | 95,26     |
| Турци               | 23        | 3,62      |
| Цигани              | –         | –         |
| Други               | –         | –         |
| Не се самоопределят | –         | –         |
| Неотговорили        | 7         | 1,10      |

## Икономика
Има условия за лозарство, животновъдство и овощни насъждения. За напояване се използват водите на яз. „Георги Трайков“. Възможности за развитие на селски, познавателен и културен туризъм. Успешно се развива селският туризъм заради уникалната природа на Балкана и възрожденския бит.
Селото се намира в непосредствена близост до язовир „Георги Трайков“ и природната забележителност Чудните скали на брега му. През топлата част от годината е посещавано от много туристи заради добре развития селски туризъм и красивата природа. Практикуват се разходка с джет по язовира и риболов по река Камчия.
В селото има етнографски резерват „Овчага“ със старинен тип къщи, запазени са и Килийното училище и църквата „Света Петка“.

## Събития
На Петковден (стар стил) селото празнува свой събор-курбан.
Лазаровден в Чѐнге също е лелко различен от останалите части на България. Песните, които пеят лазарките, са специфични за Ченге и са записани от бабите в селото, които все още са си ги спомнили. Някои от тях могат да се намерят в книгата на Начо Калоянов - “Добър юнак с добра коня”. Носиите в селото са много по-различни от тези в цяла България - имат специални детайли, като например: ˄ - символизира мъжкото начало; ˅- символизира женското. На главата се слага ръченик, който се завръзва отпред на главата, над челото, или чумбер. Ризата на носията се синко̀ва - потапя се в специална вода с лек син цвят, извлечен от билки и цветя, и се накисва. Когато се извади, ризата придобива лек небесносин цвят, който малко по малко избледнява във времето, по което може и да се прецени старостта на носията (тъй като вече не се произвеждат такива носии).